# Dorcadion pedestre
Dorcadion pedestre е вид бръмбар от семейство Сечковци (Cerambycidae).

## Описание
Този вид бръмбар е с издължено тяло, първите сегменти на антените и краката са червени. Дължината на тялото му е 11 – 16 мм. Развитието му преминава през четири стадия – яйце, ларва, какавида и имаго (възрастно насекомо).

## Хранене
Ларвите се хранят главно с корените на тревистите растения, докато имагото предпочита техните надземни части.

## Разпространение
Разпространен е в Централна Европа, Украйна, на Балканския полуостров, като и в България. Среща се напролет от април до края на май, а понякога и до началото на юни.